# Transfiguració de Jesús

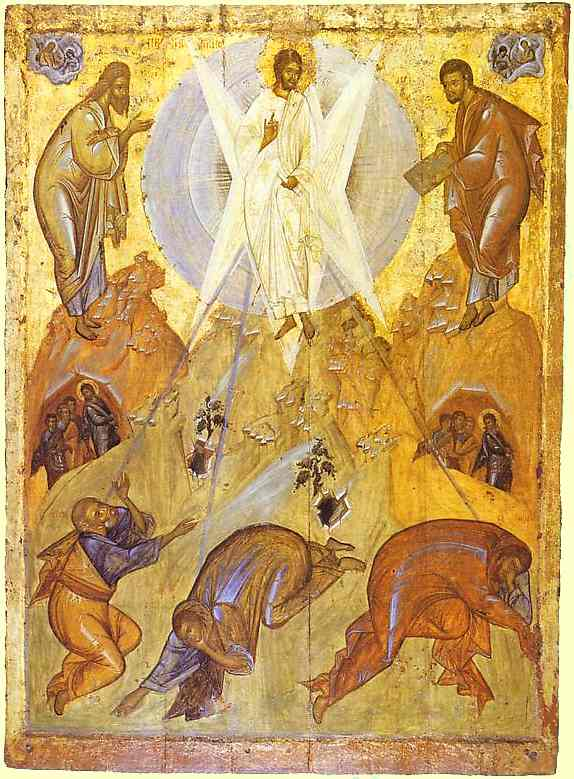
La Transfiguració de Jesús segons una icona del segle XV

La transfiguració de Jesús és un esdeveniment narrat en els tres evangelis sinòptics de Mateu, Marc i Lluc. Per a la fe cristiana, és un episodi de la vida del Crist en què aquest hauria experimentat un canvi d'aparença corpòria durant la seva vida sobre la Terra, una metamorfosi (en grec, 'transfiguració') que revelaria la seva naturalesa divina.

## Relat teològic

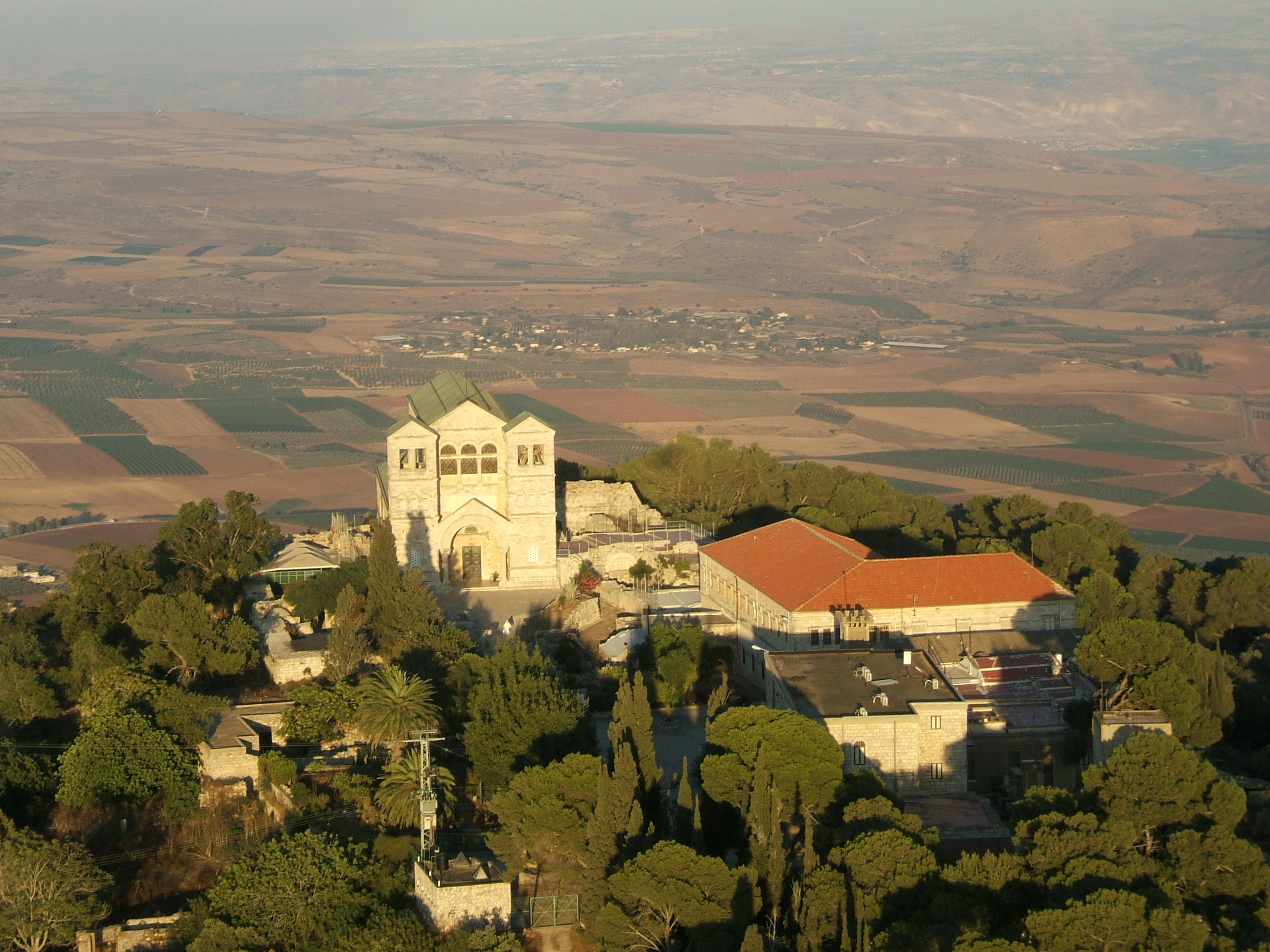
Mont Tabor a Israel

Al Nou Testament, la transfiguració se situa després l'episodi de la multiplicació dels pans a les Noces de Canaan, en el moment en què els deixebles, Pere en particular, reconeixen en ell el Messies. Jesús ja ha anunciat una primera vegada que ha de morir i ressuscitar 3 dies després i que s'ha de rendir a Jerusalem. Jesús se'n va dalt d'una muntanya amb els seus deixebles Pere, Jaume i Joan, i allà es troba metamorfosat: l'aspecte de la seva cara canvia i la seva roba es fa d'una blancor clamorosa. Recorda la transcendència del Crist. Al costat de Jesús apareixen dues grans figures bíbliques: Elies i Moisès. Moisès representaria la Llei i Elies el conjunt dels profetes. La presència d'Elies recorda els texts de profecies sobre la vinguda del Messies: Elies ha de venir abans del Messies i preparar el camí. Moisès representa l'alliberador del poble jueu i aquell per qui la Llei de Déu és donada als homes, és també, d'alguna manera un precursor del Crist. Finalment, les morts d'aquests dos homes són negades de misteri. Són presentades com a actes voluntaris de Déu. Moisès és portat per Déu i descobreix dalt d'una muntanya el país que és promès al poble d'Israel. Després mor, és enterrat, però l'emplaçament de la tomba continua sent desconegut. Elies és portat als cels per un carro de foc.

### Narració als Evangelis

#### Evangeli segons Mateu
| «               | 1 Sis dies després, Jesús va prendre amb ell Pere, Jaume i Joan, el germà de Jaume, se'ls endugué a part dalt d'una muntanya alta 2 i es transfigurà davant d'ells; la seva cara es tornà resplendent com el sol, i els seus vestits, blancs com la llum. 3 Llavors se'ls van aparèixer Moisès i Elies, que conversaven amb Jesús. 4 Pere digué a Jesús: -Senyor, és bo que estiguem aquí dalt. Si vols, hi faré tres cabanes: una per a tu, una per a Moisès i una altra per a Elies. 5 Encara parlava, quan els cobrí un núvol lluminós, i una veu digué des del núvol: -Aquest és el meu Fill, el meu estimat, en qui m'he complagut; escolteu-lo. 6 Els deixebles, en sentir-ho, es van prosternar amb el front fins a terra, plens de gran temor. 7 Jesús s'acostà, els tocà i els digué: -Aixequeu-vos, no tingueu por. 8 Ells van alçar els ulls i no veieren ningú més que Jesús tot sol. 9 Mentre baixaven de la muntanya, Jesús els va donar aquesta ordre: -No digueu res a ningú d'aquesta visió fins que el Fill de l'home hagi ressuscitat d'entre els morts. | » |
| — Mateu 17, 1-9 | |   |

#### Evangeli segons Marc
| «              | 2 Sis dies després, Jesús va prendre amb ell Pere, Jaume i Joan, se'ls endugué a part tots sols dalt d'una muntanya alta i es transfigurà davant d'ells; 3 els seus vestits es tornaren resplendents i tan blancs que cap tintorer del món no hauria pogut blanquejar-los així. 4 Llavors se'ls va aparèixer Elies amb Moisès, i conversaven amb Jesús. 5 Pere digué a Jesús: -Rabí, és bo que estiguem aquí dalt. Hi farem tres cabanes: una per a tu, una per a Moisès i una altra per a Elies. 6 No sabia pas què deia, d'esglaiats que estaven. 7 Llavors es formà un núvol que els anà cobrint, i del núvol va sortir una veu: -Aquest és el meu Fill, el meu estimat; escolteu-lo. 8 Però de sobte, mirant al seu voltant, ja no veieren ningú més, sinó Jesús tot sol amb ells. 9 Mentre baixaven de la muntanya, Jesús els va manar que no expliquessin a ningú allò que havien vist, fins que el Fill de l'home hagués ressuscitat d'entre els morts. 10 Ells retingueren aquestes paraules, però discutien entre ells què volia dir això de «ressuscitar d'entre els morts». | » |
| — Marc 9, 2-10 | |   |

#### Evangeli segons Lluc
| «               | 28 Uns vuit dies després d'haver-los dit tot això, Jesús va prendre amb ell Pere, Joan i Jaume i pujà a la muntanya a pregar. 29 Mentre pregava, l'aspecte de la seva cara va canviar i el seu vestit es tornà d'una blancor esclatant. 30 Llavors dos homes es posaren a conversar amb ell. Eren Moisès i Elies, 31 que es van aparèixer gloriosos i parlaven de la partença de Jesús, que s'havia d'acomplir a Jerusalem. 32 A Pere i els seus companys, la són els vencia, però es van desvetllar i van veure la glòria de Jesús i els dos homes que eren amb ell. 33 Quan aquests ja se separaven de Jesús, Pere li digué: -Mestre, és bo que estiguem aquí dalt. Hi farem tres cabanes: una per a tu, una per a Moisès i una altra per a Elies. No sabia què deia. 34 Encara ell parlava així, quan es formà un núvol que els anà cobrint. Ells s'esglaiaren, en veure que entraven dins el núvol. 35 Llavors va sortir del núvol una veu que deia: -Aquest és el meu Fill, el meu elegit; escolteu-lo. 36 Així que s'hagué sentit la veu, Jesús es quedà tot sol. Ells guardaren el secret, i aquells dies no explicaren a ningú res del que havien vist. | » |
| — Lluc 9, 28-36 | |   |

## Localització
El lloc tradicional de la transfiguració és el mont Tabor, prop del llac de Tiberíades. Certs exegetes situen l'esdeveniment al mont Hermon, atès que els episodis evangèlics que l'emmarquen se situen en aquesta regió. El Mont Tabor hauria estat escollit en l'època romana d'Orient per la seva proximitat amb Natzaret i el llac de Tiberíades.
Segons els maronites, la Transfiguració hauria tingut lloc a la regió de Bsharra, sobre el Mont Líban.

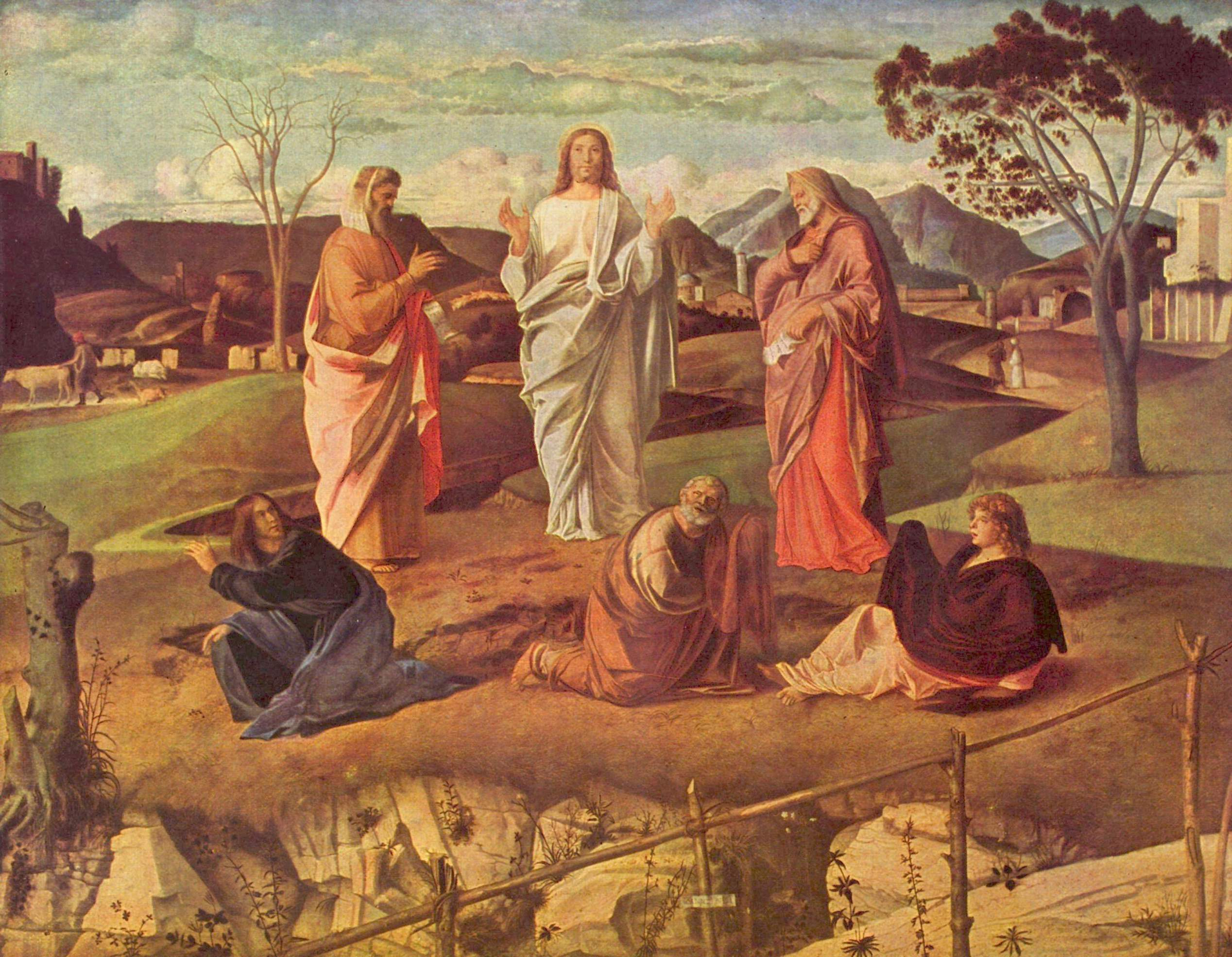
La Transfiguració, pintada per Giovanni Bellini

## Celebracions
L'Església Catòlica commemora aquest fet el 6 d'agost i el segon diumenge de Quaresma. Als voltants d'aquesta data, el 6 d'agost, se celebren les Festes patronals del poble d'Artà (Mallorca) i de Picamoixons (Alt Camp) coincidint amb la festa de Sant Salvador.

## Representacions artístiques

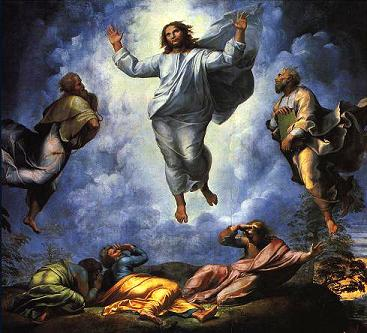
Detall de la Transfiguració (1520) de Rafael

L'art romànic i l'art romà d'Orient han representat sovint aquesta escena. Nombrosos pintors, com ara Rafael, Rubens o Bellini han representat la Transfiguració. S'hi troba el trio de Jesús envoltat de Moisès i d'Elies amb, als seus peus, els deixebles adormits, massa embolicats en la seva naturalesa terrestre per comprendre plenament la significació de la trobada. Caldran l'arribada d'un núvol i la intervenció d'una veu que en surt i que els confirma la naturalesa del Crist per il·luminar-los.